# Island Games 1987
Die Island Games 1987 waren die zweite Auflage der Spiele. Sie fanden vom 10. bis zum 17. September 1987 auf Guernsey statt. Es nahmen 1049 Athleten teil. Der Hauptveranstaltungsort war das Stadion Footes Lane in Saint Peter Port.

## Teilnehmende Inseln
| - Åland - Alderney - Anglesey/Ynys Môn - Färöer - Frøya | - Gibraltar - Gotland - Guernsey - Hitra - Island | - Isle of Man - Isle of Wight - Jersey - Malta - Orkney | - St. Helena, Ascension und Tristan da Cunha - Sark - Shetlandinseln |

Alderney, Gibraltar und Sark nahmen zum ersten Mal teil, Malta zum letzten Mal.

## Sportarten
| - Badminton – Resultate (PDF-Datei; 384 kB) - Bogenschießen – Resultate (PDF-Datei; 608 kB) - Bowls – Resultate (PDF-Datei; 252 kB) | - Leichtathletik – Resultate (PDF-Datei; 448 kB) - Radsport – Resultate (PDF-Datei; 165 kB) - Schießen – Resultate (PDF-Datei; 1,2 MB) | - Schwimmsport – Resultate (PDF-Datei; 402 kB) - Tischtennis – Resultate (PDF-Datei; 282 kB) - Volleyball – Resultate (PDF-Datei; 167 kB) |

## Medaillenspiegel
| Rang | Land                                       | Gold | Silber | Bronze | Gesamt |
| ---- | ------------------------------------------ | ---- | ------ | ------ | ------ |
| 1    | Isle of Man                                | 26   | 30     | 23     | 79     |
| 2    | Jersey                                     | 23   | 20     | 28     | 71     |
| 3    | Guernsey                                   | 17   | 19     | 28     | 64     |
| 4    | Gotland                                    | 15   | 7      | 5      | 27     |
| 5    | Åland                                      | 7    | 9      | 9      | 25     |
| 6    | Malta                                      | 6    | 1      | 2      | 9      |
| 7    | Isle of Wight                              | 3    | 4      | 10     | 17     |
| 8    | Gibraltar                                  | 2    | 3      | 3      | 8      |
| 9    | Island                                     | 2    | 2      | 2      | 6      |
| 10   | Färöer                                     | 1    | 2      | 5      | 8      |
| 11   | Orkney                                     | 1    | 1      | 2      | 4      |
| 12   | Shetlandinseln                             | 1    | 0      | 3      | 4      |
| 13   | Anglesey/Ynys Môn                          | 0    | 3      | 3      | 6      |
| 14   | Sark                                       | 0    | 1      | 0      | 1      |
| 15   | Alderney                                   | 0    | 0      | 0      | 0      |
| 15   | Frøya                                      | 0    | 0      | 0      | 0      |
| 15   | Hitra                                      | 0    | 0      | 0      | 0      |
| 15   | St. Helena, Ascension und Tristan da Cunha | 0    | 0      | 0      | 0      |

Die Isle of Man gewann somit zum zweiten Mal in Folge die Medaillenwertung.